# 光のうつしえ 廣島 ヒロシマ 広島
『光のうつしえ 廣島 ヒロシマ 広島』（ひかりのうつしえ ひろしま ヒロシマ ひろしま、Soul-Lanterns）は、日本の小説家朽木祥による小説、児童文学。

## 概要
2013年10月12日に講談社より刊行された。装画は、伊藤彰剛による。装丁は、中嶋香織による。2013年度の厚生労働省 社会保障審議会推薦 児童福祉文化財の1つに選ばれている。
2014年、第9回福田清人賞を受賞する。同年、第63回小学館児童出版文化賞を受賞する。同年、ドイツのミュンヘン国際児童図書館 (de:Internationale Jugendbibliothek) が発行する国際推薦児童図書目録、ホワイト・レイブンズ (The White Ravens) に選定されている。
著者の朽木は、2011年に発生した東日本大震災および福島第一原子力発電所事故の後に、「ヒロシマのことを自分たちの世代が伝えてこなかったために、この原発の問題が発生してしまったのではないか」と考え、反省を込めて執筆したとしている。また、主人公の希未という名前について、「未来を希望するという意味のほかに、いまだに希望を果たしていないという意味も込めた」としている。

## あらすじ
希未は、被爆二世の中学1年生である。広島に原爆が投下された年から25年目の夏の灯籠流しの夜に、小学6年生だった希未は、母親が元安川に流す緑色と白色の灯籠のうち、白色の灯籠には名前が書かれていないことを不思議に思う。しばらくの後、希未は、祖母と同年代と思われる、見知らぬ老婦人から、自分や母親の年齢などを問われる。それからしばらくして、灯明が灯してあるだけの暗い仏間を覗いた希未は、母親が1人で仏壇の前に座って、声を押し殺して涙を流しており、その手に紙包みが握られているのを目撃する。

## 主な登場人物
希未
被爆二世の中学1年生。
明之
希未の弟。

## 書評
福田賞の選考委員は「次世代に語り伝えていかねばならないという著者の深い思いがしんしんと染み入り、読み応えのある作品」と評価している。児童文学作家の芝田勝茂は、「ありえないほど美しい小説なのだ」「『二世たち』、つまり26年後の広島における中学生の群像とあわせて、わたしたちの未来における希望とは何かを教えてくれる」と評価している。